# Tipula (Yamatotipula) tricolor
Tipula (Yamatotipula) tricolor is een tweevleugelige uit de familie langpootmuggen (Tipulidae). De soort komt voor in het Nearctisch gebied.